# Вольтер
Вольте́р, имя при рождении Франсуа́-Мари́ Аруэ́ (фр. Voltaire, François Marie Arouet; 21 ноября 1694, Париж, Королевство Франция — 30 мая 1778, там же) — французский писатель и философ, один из главных представителей просветительской мысли XVIII века; поэт, прозаик, сатирик, трагик, историк и публицист.
Точное происхождение псевдонима Voltaire неизвестно. Это может быть анаграмма «Arouet le j(eune)» — «Аруэ младший» (латинское написание — AROVETLI), пример верлана — Вольтер поменял местами слоги в названии своего родного города Эрво: Airvault → vault-air → Voltaire, может происходить от его детского прозвища «le petit volontaire».

## Биография
Сын нотариуса Франсуа Аруэ (1649—1722) и его жены Марии Маргариты д’Омар (1661—1701), Вольтер учился в иезуитском колледже «латыни и всяких глупостей», однако предпочёл праву литературу; начал свою литературную деятельность во дворцах аристократов в качестве поэта-нахлебника. Родственник матери аббат Шатонеф, сочувствовавший его литературным увлечениям, ввел молодого человека в аристократический круг. Это было так называемое общество Тампля, объединившееся вокруг герцога Вандома — главы Ордена мальтийских рыцарей.
За сатирические стишки в адрес регента и его дочери герцогини Беррийской попал в Бастилию (куда потом был отправлен вторично).
В январе 1726 был избит лакеями шевалье де Рогана, которого осмеял. Оскорбленный и униженный Вольтер хотел вызвать Рогана на дуэль, но вследствие интриги обидчика снова очутился в тюрьме, откуда был освобождён с условием выезда за границу; занимателен тот факт, что в юности два астролога предсказали Вольтеру всего 33 земных года. И именно эта несостоявшаяся дуэль могла сделать предсказание реальностью, но случай решил по-другому. Об этом в 63 года Вольтер записал: «Я назло обманул астрологов уже тридцатью годами, за что прошу покорно извинить меня».
Позже уехал в Британию, где прожил три года (1726—1729), изучая её политический строй, науку, философию и литературу.
Вернувшись во Францию, Вольтер издал свои английские впечатления под заглавием «Философские письма»; книга была конфискована (1734), издатель поплатился Бастилией, а Вольтер бежал в Лотарингию, где нашёл приют у маркизы дю Шатле (с которой прожил 15 лет). Будучи обвинён в издевательстве над религией (в поэме «Светский человек»), Вольтер снова бежал, на этот раз в Нидерланды.
В 1746 году Вольтер был назначен придворным поэтом и историографом, но, возбудив недовольство маркизы де Помпадур, порвал с двором. Вечно подозреваемый в политической неблагонадёжности, не чувствуя себя во Франции в безопасности, Вольтер последовал (1751) приглашению прусского короля Фридриха II, с которым давно (с 1736) находился в переписке, и поселился в Берлине (Потсдаме), но, вызвав недовольство короля неблаговидными денежными спекуляциями, а также ссорой с президентом Академии Мопертюи (карикатурно изображённым Вольтером в «Диатрибе доктора Акакия»), был вынужден покинуть Пруссию.
Французское правительство воспретило ему въезд в Париж, и не отменило потом этого запрета до самой смерти Вольтера. Ему пришлось направиться в Швейцарию, где в 1753 году он поселился в республике Женева. Здесь он купил имение около Женевы, переименовав его в «Отрадное» (Délices), приобрёл затем ещё два имения: в швейцарской Лозанне — Турнэ, и, рядом с республикой Женева во Франции — Ферне (1758), где жил почти до самой смерти. Состояние Вольтера пополнялось из разных источников: пенсионы от знатных особ, наследство отца, гонорары за издание и переиздание сочинений, поступления от продажи принадлежавших ему должностей и от финансовых спекуляций и мошенничества. В 1776 году его годовой доход составил 200 тысяч ливров, что превращало философа в одного из богатейших людей Франции.
Ферне стало местом паломничества для новой интеллигенции; дружбой с Вольтером гордились такие «просвещённые» монархи, как Екатерина II, Фридрих II, возобновивший с ним переписку, Густав III шведский. В 1774 году Людовика XV сменил Людовик XVI, а в 1778 году Вольтер — восьмидесятитрёхлетний старик — вернулся в Париж, где ему была устроена восторженная встреча. Он приобрёл себе особняк на улице Ришельё, активно работал над новой трагедией «Агафокл». Постановка его последней пьесы «Ирен» превратилась в его апофеоз. Назначенный директором Академии, Вольтер приступил, несмотря на преклонный возраст, к переработке академического словаря.
Сильные боли, происхождение которых поначалу было неясно, вынуждали Вольтера принимать большие дозы опия. Вплоть до самой смерти, рядом с ним почти неотлучно находилась его племянница Мари-Луиза Миньо (дочь его сестры Катарины Аруэ — фр. Catherine Arouet). 30 мая 1778 года Вольтер скончался во сне в Париже. Его тело было тайно вывезено и захоронено в Сельерском соборе, в тридцати лье от Парижа.
В 1791 году Конвент постановил перенести останки Вольтера в Пантеон и переименовать «Набережную Театинцев» в «Набережную имени Вольтера». Перенос останков Вольтера в Пантеон превратился в грандиозную революционную демонстрацию. В 1814 году во время Реставрации Бурбонов ходил слух, что останки Вольтера были якобы выкрадены из Пантеона, что не соответствовало действительности. С тех пор прах Вольтера находится в Пантеоне.

## Философия
Являясь сторонником деизма и эмпиризма английского философа Локка, учение которого он пропагандировал в своих «философских письмах», Вольтер был вместе с тем противником французской материалистической философии, в частности барона Гольбаха, против которого направлено его «Письмо Меммия к Цицерону»; в вопросе о духе Вольтер колебался между отрицанием и утверждением бессмертия души, в вопросе о свободе воли — в нерешительности переходил от индетерминизма к детерминизму. Важнейшие философские статьи Вольтер печатал в «Энциклопедии» и затем издал отдельной книгой, сначала под заглавием «Карманный философский словарь» (фр. Dictionnaire philosophique portatif, 1764). В этом труде Вольтер проявил себя как борец против идеализма и религии, опираясь на научные достижения своего времени. В многочисленных статьях он даёт критику религиозных представлений христианской церкви, религиозной морали, обличает преступления, совершённые христианской церковью.
Вольтер, как представитель школы естественного права, признает за каждым индивидом существование неотчуждаемых естественных прав: свободу, собственность, безопасность, равенство[прояснить].
Наряду с естественными законами философ выделяет позитивные законы, необходимость которых объясняет тем, что «люди злы». Позитивные законы призваны гарантировать естественные права человека. Многие позитивные законы представлялись философу несправедливыми, воплощающими лишь человеческое невежество.

### Критика религии
Неутомимый и беспощадный враг церкви и клерикалов, которых он преследовал аргументами логики и стрелами сарказма, писатель, чей лозунг гласил «écrasez l’infâme» («уничтожьте подлую», часто переводят как «раздавите гадину»), Вольтер обрушивался и на иудаизм, и на христианство (например в «Обеде у гражданина Булэнвилье»), изъявляя, впрочем, своё уважение к личности Христа (как в указанном сочинении, так и в трактате «Бог и люди»); с целью антицерковной пропаганды Вольтер издал «Завещание Жана Мелье», священника-социалиста XVII века, не жалевшего слов для развенчания клерикализма.
Борясь словом и делом (заступничество за жертв «религиозного фанатизма — Каласа и Сервета») против «господства и гнёта религиозных суеверий» и «предрассудков», против «клерикального изуверства», Вольтер неустанно проповедовал идеи религиозной «терпимости» (tolérence) — термин, означавший в XVIII в. презрение к христианству и безудержную рекламу антикатолицизма — и как в своих публицистических памфлетах (Трактат о веротерпимости, 1763), так и в своих художественных произведениях (образ Генриха IV, с вероисповедной распрей католиков и протестантов; образ императора в трагедии «Гебры»). Особое место во взглядах Вольтера занимало отношение к христианству вообще. Христианское мифотворчество Вольтер считал обманом.
В 1722 году Вольтер написал антиклерикальную поэму «За и против». В ней он доказывал, что христианская религия, предписывающая любить милосердного бога, на самом деле рисует его жестоким тираном. Тем самым Вольтер провозглашает решительный разрыв с христианскими верованиями: 

Я чтить его готов, любить сыновне, свято,— 

Мне ж предстоит тиран, что злобу сеет сам. 

… 

Нет, бог мой не таков, и лжёт изображенье 

Того, кто в этом сердце свят. 

… 

И сердце — не хулить, а чтить тебя готово! 

Я — не христианин; тем ты верней любим.

### Критика атеизма. Деизм Вольтера
Борясь против церкви, духовенства и религий «откровения», Вольтер был вместе с тем врагом атеизма; критике атеизма Вольтер посвятил специальный памфлет («Homélie sur l’athéisme»). Деист в духе английских буржуазных вольнодумцев XVIII века, Вольтер всевозможными аргументами старался доказать существование божества, сотворившего вселенную, в дела которой однако не вмешивается, оперируя доказательствами: «космологическими» («Против атеизма»), «телеологическими» («Le philosophe ignorant») и «моральными» (статья «Бог» в «Энциклопедии»).

«Но в 60-70-х гг. Вольтер проникается скептическими настроениями»: 
Но где находится вечный геометр? В одном месте или повсюду, не занимая пространства? Я ничего не знаю об этом. Устроил ли он мир из своей субстанции? Я ничего не знаю об этом. Является ли неопределенным, не характеризуемым ни количеством, ни качеством? Я ничего не знаю об этом.
 «Вольтер отходит от позиции креационизма, говорит, что „природа вечна“». «Современники Вольтера рассказывали об одном эпизоде. Когда Вольтера спросили, есть ли Бог, он попросил сперва плотно закрыть дверь и затем сказал: „Бога нет, но этого не должны знать мои лакей и жена, так как я не хочу, чтобы мой лакей меня зарезал, а жена вышла из послушания“».
В «Назидательных проповедях», а также в философских повестях неоднократно встречается и аргумент «полезности», то есть такое представление о Боге, при котором он выступает в качестве социального и нравственного регулирующего принципа. В этом смысле, вера в него оказывается необходимой, поскольку только она, по мысли Вольтера, способна удержать человеческий род от саморазрушения и взаимного истребления.

Давайте же, братья мои, по крайней мере, посмотрим, насколько полезна такая вера и сколь мы заинтересованы в том, чтобы она была запечатлена во всех сердцах.
Принципы эти необходимы для сохранения людского рода. Лишите людей представления о карающем и вознаграждающем боге — и вот Сулла и Марий с наслажденьем купаются в крови своих сограждан; Август, Антоний и Лепид превосходят в жестокости Суллу, Нерон хладнокровно отдает приказ об убийстве собственной матери.

Отрицая средневековый церковно-монашеский аскетизм во имя права человека на счастье, которое коренится в разумном эгоизме («Discours sur l’homme»), долгое время разделяя оптимизм английской буржуазии XVIII века, преобразовавшей мир по своему образу и подобию и утверждавшей устами поэта Поупа: «Whatever is, is right» («все хорошо, что есть»), Вольтер после землетрясения в Лиссабоне, разрушившего треть города, несколько снизил свой оптимизм, заявляя в поэме о лиссабонской катастрофе: «сейчас не всё хорошо, но всё будет хорошо».

### Социально-философские взгляды
По социальным воззрениям Вольтер — сторонник неравенства. Общество должно делиться на «образованных и богатых» и на тех, кто, «ничего не имея», «обязан на них работать» или их «забавлять». Трудящимся поэтому незачем давать образование: «если народ начнёт рассуждать, всё погибло» (из писем Вольтера). Печатая «Завещание» Мелье, Вольтер выкинул всю его острую критику частной собственности, считая её «возмутительной». Этим объясняется и отрицательное отношение Вольтера к Руссо, хотя в их взаимоотношениях и имелся налицо личный элемент.
Убеждённый и страстный противник абсолютизма, он остался до конца жизни монархистом, сторонником идеи просвещённого абсолютизма, монархии, опирающейся на «образованную часть» общества, на интеллигенцию, на «философов». Просвещённый монарх — его политический идеал, который Вольтер воплотил в ряде образов: в лице Генриха IV (в поэме «Генриада»), «чувствительного» царя-философа Тевкра (в трагедии «Законы Миноса»), ставящего своей задачей «просветить людей, смягчить нравы своих подданных, цивилизовать дикую страну», и короля дон Педро (в одноимённой трагедии), трагически погибающего в борьбе с феодалами во имя принципа, выраженного Тевкром в словах: «Королевство — великая семья с отцом во главе. Кто имеет другое представление о монархе, тот виновен перед человечеством».
Вольтер, как и Руссо, иногда склонялся к защите идеи «первобытного состояния» в таких пьесах, как «Скифы» или «Законы Миноса», но его «первобытное общество» (скифов и сидонцев) не имеет ничего общего с нарисованным Руссо раем мелких собственников-хуторян, а воплощает собою общество врагов политического деспотизма и религиозной нетерпимости.
В своей сатирической поэме «Орлеанская девственница» он высмеивает рыцарей и придворных, но в поэме «Битва при Фонтенуа» (1745) Вольтер славит старое французское дворянство, в таких пьесах, как «Право сеньора» и особенно «Нанина», — рисует с увлечением помещиков либерального уклона, даже готовых жениться на крестьянке. Вольтер долго не мог примириться со вторжением на сцену лиц недворянского положения, «обыкновенных людей» (фр. hommes du commun), ибо это значило «обесценить трагедию» (avilir le cothurne).
Связанный своими политическими, религиозно-философскими и социальными воззрениями ещё довольно крепко с «старым порядком», Вольтер в особенности своими литературными симпатиями крепко врос в аристократический XVIII век Людовика XIV, которому он посвятил своё лучшее историческое сочинение — «Siècle de Louis XIV».
Как отмечает Л. Е. Гринин: «Критика традиционной историографии и ниспровержение всяких устоявшихся стереотипов были самой сильной стороной Вольтера как историка. В плане создания цельной концепции он был существенно слабее и не создал таковой».
Незадолго до своей смерти, 7 апреля 1778 года, Вольтер вступил в парижскую масонскую ложу Великого Востока Франции — «Девять сестёр». При этом в ложу его сопровождал Бенджамин Франклин (в то время — американский посол во Франции).

## Литературное творчество
См. также: Библиография Вольтера

### Драматургия
Продолжая культивировать аристократические жанры поэзии — послания, галантную лирику, оду и т. д., Вольтер в области драматической поэзии был последним крупным представителем классической трагедии — написал 28; среди них главнейшие: «Эдип» (1718), «Брут» (1730), «Заира» (1732), «Цезарь» (1735), «Альзира» (1736), «Магомет» (1741), «Меропа» (1743), «Семирамида» (1748), «Спасённый Рим» (1752), «Китайская сирота» (1755), «Танкред» (1760).
Однако в обстановке угасания аристократической культуры трансформировалась неизбежно и классическая трагедия. В её прежнюю рационалистическую холодность врывались всё в большем изобилии нотки чувствительности («Заира»), её прежняя скульптурная чёткость сменялась романтической живописностью («Танкред»). В репертуар античных фигур вторгались всё решительнее экзотические персонажи — средневековые рыцари, китайцы, скифы, гебры и тому подобное.
Долгое время не желая мириться с восшествием новой драмы — как формы «гибридной», Вольтер кончил тем, что и сам стал защищать приём смешения трагического и комического (в предисловии к «Расточителю» и «Сократу»), считая это смешение, впрочем, законной чертой лишь «высокой комедии» и отвергая как «нехудожественный жанр» «слезливую драму», где только «слёзы». Долгое время противодействуя вторжению на сцену плебеев-героев, Вольтер, под напором буржуазной драмы, сдал и эту свою позицию, широко открывая двери драмы «для всех сословий и всех званий» (предисловие к «Шотландке», со ссылками на английские примеры) и формулируя (в «Рассуждении о гебрах») по существу программу демократического театра; «чтобы легче внушить людям доблесть, необходимую обществу, автор выбрал героев из низшего класса. Он не побоялся вывести на сцену садовника, молодую девушку, помогающую отцу в сельских работах, простого солдата. Такие герои, стоящие ближе других к природе, говорящие простым языком, произведут более сильное впечатление и скорее достигнут цели, чем влюблённые принцы и мучимые страстью принцессы. Достаточно театры гремели трагическими приключениями, возможными только среди монархов и совершенно бесполезными для остальных людей». К типу таких буржуазных пьес можно отнести «Право сеньора», «Нанина», «Расточитель» и др.

### Поэзия
Если как драматург Вольтер шёл от ортодоксальной классической трагедии через её сентиментализацию, романтизацию и экзотику к драме Нового времени под напором растущего движения «третьего сословия», то аналогична его эволюция и как писателя эпического. Вольтер начал в стиле классической эпопеи («Генриада», 1728; первоначально «Лига или великий Генрих»), которая однако, как и классическая трагедия, под его рукой преображалась: вместо вымышленного героя взят реальный, вместо фантастических войн — на самом деле бывшая, вместо богов — аллегорические образы — понятия: любви, ревности, фанатизма (из «Essai sur la poésie épique»).
Продолжая стиль героической эпопеи в «Поэме о битве при Фонтенуа», прославляющей победу Людовика XV, Вольтер затем в «Орлеанской девственнице» (La Pucelle d’Orléans), едко и скабрёзно высмеивающей весь средневековый мир феодально-клерикальной Франции, снижает героическую поэму до героического фарса и переходит постепенно, под влиянием Поупа, от героической поэмы к поэме дидактической, к «рассуждению в стихах» (discours en vers), к изложению в форме поэмы своей моральной и общественной философии («Письмо о философии Ньютона», «Рассуждение в стихах о человеке», «Естественный закон», «Поэма о лиссабонской катастрофе»).

### Философская проза
Отсюда наметился естественный переход к прозе, к философскому роману («Мир, каков он есть. Видение Бабука, записанное им самим», «Простодушный», «Задиг, или Судьба», «Микромегас», «Кандид, или Оптимизм», «Царевна Вавилонская», «Scarmentado» и другие, 1740—1760-х гг.), где на стержне приключений, путешествий, экзотики Вольтер развивает тонкую диалектику взаимоотношений случайности и предопределенности («Задиг»), одновременной низменности и величия человека («Видение Бабука»), нелепости как чистого оптимизма, так и чистого пессимизма («Кандид»), и о единственной мудрости, заключающейся в убеждении познавшего все превратности Кандида, что человек призван «возделывать свой сад» или, как похожим образом начинает понимать Простодушный из одноимённой повести, заниматься своим делом и пытаться исправлять мир не громкими словами, а благородным примером.
Как для всех «просветителей» XVIII века, художественная литература была для Вольтера не самоцелью, а лишь средством пропаганды своих идей, средством протеста против самодержавия, против церковников и клерикализма, возможностью проповедовать веротерпимость, гражданскую свободу, и т. д. Соответственно этой установке, его творчество в высокой степени рассудочно и публицистично. Все силы «старого порядка» яростно поднялись против этого, как его окрестил один из его врагов, — «Прометея», низвергающего власть земных и небесных богов; в особенности усердствовал Фрерон, которого Вольтер заклеймил своим смехом в ряде памфлетов и вывел в пьесе «Шотландка» под прозрачным именем доносчика Фрелона.

### Библиотека Вольтера
После смерти Вольтера (1778 год) русская императрица Екатерина II выразила желание приобрести библиотеку писателя и поручила своему агенту в Париже обсудить это предложение с наследниками Вольтера. Особо оговаривалось, что письма Екатерины к Вольтеру также должны быть включены в предмет сделки. Наследница (племянница Вольтера, вдова Дени) охотно согласилась, сумма сделки составила крупную по тем временам сумму в 50000 экю, или 30000 рублей золотом. Доставка библиотеки в Петербург была осуществлена на специальном корабле осенью 1779 года, она состояла из 6 тысяч 814 книг и 37 томов с рукописями. Своих писем императрица обратно не получила, они были куплены и вскоре опубликованы Бомарше, однако Екатерина заранее договорилась с ним, что перед публикацией ей предоставят возможность убрать отдельные фрагменты писем.
Первоначально библиотека Вольтера была размещена в Эрмитаже. При Николае I доступ к ней был закрыт; только А. С. Пушкин, по особому распоряжению царя, был туда допущен в ходе его работы над «Историей Петра I». В 1861 году по распоряжению Александра II библиотека Вольтера была переведена в Императорскую публичную библиотеку (ныне Российская национальная библиотека в Санкт-Петербурге).
В книгах много пометок Вольтера, что составляет отдельный объект исследования. Работники Российской национальной библиотеки подготовили к изданию семитомный «Корпус читательских помет Вольтера», из которого опубликованы первые 5 томов.

## Правозащитная деятельность
В 1762 году Вольтер начал кампанию по отмене приговора протестанту Жану Каласу, который был казнён по обвинению в убийстве своего сына. В итоге Жан Калас был признан невиновным и были оправданы остальные осуждённые по этому делу. Французский историк Марьон Сиго утверждает, что дело Каласа было использовано Вольтером для проявления своей ненависти к Церкви, и вовсе не для защиты прав казненного Каласа (оправданного из-за процедурных ошибок).
Также Вольтер вступился за Сирвена, другую жертву религиозной нетерпимости, за шевалье де ла Барра, поплатившегося жизнью за мальчишески вольнодумную уличную выходку, за супругов Монбальи, приговоренных к повешению и колесованию по праздному наговору. В большинстве случаев ему удавалось добиваться пересмотра приговоров, восстановления доброго имени невинно пострадавших, или оправдания их, если они ещё были в живых.

## Последователи Вольтера. Вольтерьянство
Свои произведения Вольтер был вынужден издавать часто анонимно, отрекаясь от них, когда молва объявляла его автором, печатать их за границей, провозить во Францию контрабандой. В борьбе против доживающего свой век старого порядка Вольтер мог, с другой стороны, опираться на огромную влиятельную аудиторию как во Франции, так и за границей, начиная от «просвещённых монархов» и до широких кадров новобуржуазной интеллигенции, вплоть до России, которой он посвятил свою «Историю Петра» и отчасти «Карла XII», находясь в переписке с Екатериной II и с Сумароковым, и где его именем было окрещено, хотя и без достаточного основания, общественное течение, известное под названием вольтерианства.
Культ Вольтера достиг своего апогея во Франции в эпоху Великой революции, и в 1792 году, во время представления его трагедии «Смерть Цезаря», якобинцы украсили голову его бюста красным фригийским колпаком. Если в XIX веке в общем этот культ пошёл на убыль, то имя и слава Вольтера возрождались всегда в эпохи революций: на рубеже XIX века — в Италии, куда войска генерала Бонапарта принесли принцип декларации прав человека и гражданина, отчасти в Англии, где борец против Священного союза, Байрон, прославил Вольтера в октавах «Чайльд-Гарольда», потом — накануне мартовской революции в Германии, где Гейне воскрешал его образ. На рубеже XX века вольтеровская традиция в своеобразном преломлении ещё раз вспыхнула в «философских» романах Анатоля Франса.

### О Вольтере
- Иванов И. И. Политическая роль французского театра в XVIII веке. — М., 1895. на сайте Руниверс
- Хал Хеллман. Великие противостояния в науке. Десять самых захватывающих диспутов - Глава 4. Вольтер против Нидхема: Спор о зарождении = Great Feuds in Science: Ten of the Liveliest Disputes Ever. — М.: «Диалектика», 2007. — С. 320. — ISBN 0-471-35066-4.
- Desnoiresterres G. Voltaire et la société du XVIII siècle, 8 vv. — P., 1867—1877.
- Bengesco G. Voltaire. Bibliographie de ses œuvres. 4 vv. — P., 1889—1891.
- Champion G. Voltaire. — P., 1892.
- Strauss D. F. Voltaire. — Lpz., 1895 (русский перевод. — M., 1900).
- Crousle L. La vie et les œuvres de Voltaire. 2 vv. — P., 1899.
- Brandes. Voltaire. 2 vv. — P., 1923.
- Maugras G. Querelles des philosophes Voltaire et Rousseau. — P., 1886.
- Brunetière F. Les époques du théâtre français. — P., 1892.
- Lion H. Les tragédies et les théories dramatiques de Voltaire. — P., 1896.
- Griswald. Voltaire als Historiker. — 1898.
- Ducros L. Les encyclopédistes. — P., 1900 (есть русский перевод).
- Robert L. Voltaire et l’intolérance réligieuse. — P., 1904.
- Pellissier G. Voltaire philosophe. — P., 1908.

### Философские произведения
- 1747 — «Задиг» (Zadig ou la Destinée)
- 1752 — «Микромегас» (Micromégas)
- 1759 — «Кандид» (Candide, ou l’Optimisme)
- 1763 — «Трактат о толерантности» (Traité sur la tolérance)
- 1764 — «Что нравится дамам» (Ce qui plaît aux dames)
- 1764 — «Философский словарь[англ.]» (Dictionnaire philosophiques)
- 1767 — «Простодушный» (L’Ingénu)
- 1768 — «Царевна Вавилонская» (La Princesse de Babylon)

### Экранизации произведений
- 1960 — Кандид, или Оптимизм в XX веке
- 1994 — Простодушный

### Переводчики Вольтера на русский язык
- Адамович, Георгий Викторович
- Богданович, Ипполит Фёдорович
- Блок, Георгий Петрович
- Гумилёв, Николай Степанович
- Гунст, Евгений Анатольевич
- Евнина, Елена Марковна
- Иванов, Георгий Владимирович
- Кудинов, Михаил Павлович
- Лозинский, Михаил Леонидович
- Сологуб, Фёдор Кузьмич
- Фонвизин, Денис Иванович
- Шейнман, Сесиль Яковлевна

## Факты
- Большое количество портретов философа оставил его друг — швейцарский художник Жан Юбер, значительная часть их была приобретена Екатериной II и хранится в Эрмитаже.
- Увлечением философа были шахматы. Постоянным его противником на протяжении 17 лет был иезуит отец Адам, живший в доме философа в Ферне. Их партия в шахматы с натуры запечатлена Жаном Юбером на картине «Вольтер, играющий в шахматы с отцом Адамом», хранящейся в Эрмитаже.
- С 1780-х годов и до XX века духовенство Русской православной церкви боролось с идеями и книгами французских философов-материалистов. В частности, духовное ведомство издавало литературу, в которой подвергало критике идеи Вольтера, добивалось конфискации и сожжения его произведений[19][неавторитетный источник].
  - В 1868 году русской духовной цензурой уничтожена книга Вольтера «Философия истории», в которой духовные цензоры обнаружили «глумление над истинами и опровержение священного писания»[19][20][неавторитетный источник].
  - В 1890 году уничтожены «Сатирические и философские диалоги» Вольтера, а в 1893 — его поэтические произведения, в которых были найдены «антирелигиозные тенденции»[19][неавторитетный источник].
- В своём «Философском словаре» Вольтер писал: «… вы обнаружите в них (евреях) только невежественный и варварский народ, который издавна сочетает самую отвратительную жадность с самыми презренными суевериями и с самой неодолимой ненавистью ко всем народам, которые их терпят и при этом их же обогащают… Тем не менее не следует их сжигать». Луи де Бональд писал: «Когда я говорю, что философы доброжелательно относятся к евреям, из их числа нужно исключить главу философской школы XVIII века Вольтера, который всю свою жизнь демонстрировал решительную неприязнь к этому народу…»[21].
- В честь Вольтера назван астероид (5676) Voltaire, открытый астрономом Людмилой Карачкиной в Крымской Астрофизической обсерватории 9 сентября 1986 года.
- Вольтера и Эмили дю Шатле связывали многолетние отношения.

## Мифы о Вольтере

### Вольтер и Британское библейское общество
Среди христианских апологетов существует популярный анекдот о том, что после смерти Вольтера в его доме расположилась штаб-квартира Библейского общества, а также типография и пересылочный центр по распространению религиозной литературы.
Одно из наиболее ранних упоминаний об этой легенде находится в книге Сиднея Коллетта «Писания истины», впервые опубликованной в Великобритании в 1905 году. Согласно Коллетту, Вольтер, умерший в 1778 году, предсказывал, что через 100 лет после его смерти христианство станет достоянием истории. Однако не прошло и четверти века, как было основано Британское и зарубежное библейское общество (1804 год). Печатный станок, на котором Вольтер печатал атеистическую литературу, теперь использовался для печати Библии, а дом, в котором он жил, был превращён Библейским обществом Женевы в книжный склад, где хранилась библейская литература.
Книга Коллетта выдержала множество переизданий в Англии и была опубликована в США под названием «Всё о Библии». Даже если не она является источником мифа, ей принадлежит ведущая роль в его распространении.
Похожие истории опубликованы во многих книгах и интернет-сайтах. Чаще всего фигурируют дома в Женеве или Париже, реже — в Германии или Австрии. В качестве библейской организации обычно упоминается «Библейское общество Женевы» или «Британское и зарубежное библейское общество». Срок между смертью Вольтера и покупкой дома варьируется от 20 до 100 лет. В большинстве источников Вольтер характеризуется как атеист, тогда как он был деистом. Ни в одной из публикаций нет ссылок на источники информации.
Библейские общества Франции, Швейцарии и Великобритании отрицают принадлежность им бывших домов Вольтера. Отрицает это и биограф Вольтера Теодор Бестерман:
«… Ни один из домов Вольтера не связан и не был связан с каким-либо библейским обществом. Это относится ко всем домам Вольтера, будь то во Франции, Германии, Швейцарии или где-либо ещё».
Оригинальный текст (англ.)«… None of Voltaire's homes is or ever has been connected in any way with any Bible Society. This applies to all Voltaire's homes, whether in France, Germany, Switzerland, or anywhere else».

Вероятным источником недоразумения послужило приобретение в 1846 году Британским и зарубежным библейским обществом «дома Гиббона» в Лозанне, названного в честь известного историка и атеиста Эдварда Гиббона. До 1859 года в этом здании находился пересылочный центр по распространению религиозной литературы. Американское библейское общество (ABS) участвовало в этой покупке, оказав британским братьям помощь в размере 10 000 долларов Посвящённая этому событию речь члена ABS Уильяма Снодграсса содержится в ежегодном отчёте ABS 1849 года. Упоминание Вольтера в этом контексте, видимо, послужило одним из источников возникновения мифа:
«… Комитет счёл возможным послать 10 000 долларов во Францию, родину Вольтера, который предсказывал, что в XIX веке Библия будет известна только как предмет антиквариата. Могу сообщить в связи с этим, что дом Гиббона (названный в честь известного атеиста) превращён в склад Библейского общества, которым руководит агент по продаже книг. Сама земля, по которой ходил этот знаменитый насмешник, стала местом распространения книги, против которой были направлены его усилия».
Оригинальный текст (англ.)«… The committee had been able to redeem their pledge by sending $10,000 to France, the country of Voltaire, who predicted that in the nineteenth century the Bible would be known only as a relic of antiquity. He [Snodgrass] could say, while on this topic, that the Hotel Gibbon (so-called from that celebrated infidel) is now become the very depository of the Bible Society, and the individual who superintends the building is an agent for the sale and receipt of the books. The very ground this illustrious scoffer often paced, has now become the scene of the operation and success of an institution established for the diffusion of the very book against which his efforts were directed.
Судьба домов, связанных с именем Вольтера, следующая. Особняк в Ферни (Франция) сейчас является музеем и арт-центром. Особняк в Женеве (Швейцария) служит штаб-квартирой Музея и института Вольтера. Оба дома в Лозанне, где жил Вольтер, в настоящее время снесены. В доме на Рю де Вольтер 27 в Париже, где Вольтер умер, сейчас находится ресторан «Вольтер».
В «доме Гиббона» в настоящее время находится штаб-квартира «Ассоциации банков Швейцарии» (Société de Banque Suisse).

### Известные цитаты
Фраза «Я не согласен ни с одним словом, которое вы говорите, но готов умереть за ваше право это говорить» — крылатое выражение о принципах свободы слова, демократии, приписываемое Вольтеру (без указания произведения). На самом деле авторство принадлежит английской писательнице Эвелин Холл и прозвучало в её книге-биографии Вольтера The Friends of Voltaire (1906):
I disapprove of what you say, but I will defend to the death your right to say it
Хотя Вольтер нападал на злоупотребления католической церкви на протяжении всей своей жизни, он также много раз выступал в качестве защитника религии:
Если бы Бога не было, его следовало бы выдумать.
Пусть мудрецы возвещают о нём, и короли боятся его.

## В кино
- 1926 — «Мельница Сан-Суси» (Германия) — Карл Гёц.
- 1933 — «Вольтер» (США), — Джордж Арлисс.
- 1948 — «Хромой дьявол» (Франция), режиссёра Саша Гитри. В роли Вольтера — Морис Шуц.
- 1978 — телесериал «Дьявол во плоти[фр.]» (Франция) режиссёра Марселя Камю. В роли Вольтера — Денис Мануэль и Клод Дофен.
- 2007 — телефильм «Божественная Эмили» (фр., Франция) режиссёра Арно Селиньяка (фр.). В роли Вольтера — Тьерри Фремон.
- 2007 — «Вольтер и дело Каласа» (Франция) — Клод Риш.
- 2020 — комедийный мини-сериал «Великая» (США), — Дастин Демри-Бернс.
- 2021 — телесериал «Приключения молодого Вольтера[фр.]» (Франция, Бельгия), — Тома Соливерес и Бернар Ле Кок.